# Talara thiaucourti
Talara thiaucourti là một loài bướm đêm thuộc phân họ Arctiinae, họ Erebidae.